# Gouvernement Idrissa Seck (1)
République du Sénégal
Boye Seck II
Le premier gouvernement Seck est un gouvernement sénégalais formé le 6 novembre 2002, dirigé par le premier ministre Idrissa Seck, nommé le 4 novembre 2002 à ce poste par le président Abdoulaye Wade. Il a pris fin le 22 août 2003 et a été remplacé par le gouvernement Idrissa Seck (2).

## Ministres d'État
- Énergie, mines et hydraulique : Macky Sall

- Industrie et artisanat : Landing Savané

- Sports : Youssoupha Ndiaye

- Affaires étrangères et Sénégalais de l'extérieur : Cheikh Tidiane Gadio

## Ministres
- Garde des Sceaux, justice : Serigne Diop

- Intérieur : Mamadou Niang

- Défense : Bécaye Diop

- Économie et finances : Abdoulaye Diop

- Infrastructures, équipements et transports : Mamadou Seck

- Éducation : Moustapha Sourang

- Environnement et protection de la nature : Modou Diagne Fada

- Santé : Awa Marie Coll Seck

- Agriculture et élevage : Habib Sy

- Famille et solidarité nationale : Awa Guèye Kébé

- Pêche : Pape Diouf

- Tourisme : Ousmane Masseck Ndiaye

- Habitat : Madické Niang

- Fonction publique, travail, emploi et organisations professionnelles : Yero Deh

- Développement social : Maïmouna Sourang Ndir

- Culture et communication : Abdou Fall

- Relations avec les institutions parlementaires nationales, régionales et de l'Union africaine : Mamadou Diop

- Coopération décentralisée et planification régionale : Soukeyna Ndiaye Ba

- Recherche scientifique et technologique : Christian Sina Diatta

- PME et commerce : Aïcha Agne Pouye

- Urbanisme et Aménagement du territoire : Seydou Sy Sall

- Entrepreneuriat féminin et micro-crédit : Saoudatou Ndiaye Seck

- Jeunesse: Aliou Sow

## Ministres délégués
- Budget : Cheikh Hadjibou Soumaré

- Collectivités locales : Mme Thiéwo Cissé Doucouré

- Formation professionnelle, alphabétisation et langues nationales : Georges Tendeng

- Éducation pré-scolaire et case des tout petits : Ndèye Khady Diop